# Седов-Серов, Яков Иванович
Яков Иванович Седо́в-Серо́в (1878—1964) — один из первых русских авиаторов, авиамехаников и популяризаторов авиадела.

## Биография
Яков Седов происходил из семьи крестьян Калужской губернии (деревня Маково Перемышльского уезда) — сын Ивана Фомича и Анны Ивановны (в девичестве Ивановой) Серовых. Отец умер в 1888 году, мать в 1930. После смерти мужа Анна Ивановна перебралась с сыном в Киев, затем в Одессу, «работала прислугой в богатых семьях до 1922 года».
В 1891—1895 годах Яков Серов обучался в Одесском судовом ремесленном училище. По окончании училища, в 1896 году Яков уехал в Киев, где устроился в частную слесарную мастерскую. В 1902 году вернулся в Одессу и работал слесарем, затем токарем в механических мастерских Одесского пароходства. Участвуя в велогонках, познакомился с Михаилом Ефимовым и Сергеем Уточкиным. В 1907 году Серов устроился работать смазчиком-машинистом на ледокол «Полезный» Одесского пароходства. В 1909 году уехал во Францию, где, став механиком и учеником Ефимова, обучался ремонту самолётов и пилотированию в школе «Фарман» в Мурмелоне.
Первый полет совершил в Москве осенью 1910 года на аппарате «Фарман-4» (первенец завода «Дукс»).
С 1910 года «жил в г. Севастополь и работал в авиационной военной школе инструктором».
Весной 1911 года, по предложению Ефимова, выехал из Севастополя с аэропланом «Фарман-4» на Дальний Восток (Харбин, Владивосток, Благовещенск, Чита, Иркутск, Томск, Новониколаевск, Омск, Петропавловск) для пропаганды достижений авиации. В Иркутске местным отделением Всероссийского аэроклуба 4 августа 1911 года ему был выдан первый в Сибири диплом авиатора. В 1912 году посетил Пермь.
В 1912—1913 годах участвовал в составе добровольческого авиаотряда С. С. Щетинина в Балканской войне на стороне Болгарии. По возвращении был награждён князем Александром Романовым серебряным знаком за особые заслуги в деле развития русской авиации. В конце февраля 1914 года в посольстве Болгарии члены отряда были награждены болгарскими орденами, Седову был пожалован Серебряный крест ордена «За военные заслуги».
Работал лётчиком-испытателем на заводе Российского товарищества воздухоплавания в Санкт-Петербурге. В 1919 году попал в серьёзную авиакатастрофу.
В 1923 году отошёл от лётной работы. Работал в сборочном цехе авиационного завода в Ленинграде. Член ВКП(б) с 1928 года. В 1941—1945 годах был в эвакуации — на Заводе им. Чкалова в Новосибирске, где в 1944 году состоялась его встреча с Александром Покрышкиным.
После возвращения в октябре 1945 года в Ленинград работал на заводе № 272 до октября 1955 года. Скончался в 1964-м, похоронен в Ленинграде на Серафимовском кладбище.

## Семья
Жена: Ефросинья Ивановна (в девичестве Челышкова, 1896—1952) — осталась в блокадном Ленинграде.
Дети: Надежда (1923—?; по мужу — Кузьмина), Николай (1925—?).

## Награды
- Орден «За военные заслуги» (Сребърен кръст), 1914 год[1].
- орден «Знак Почета»(1945 г.)[1]
- медаль « За доблестный труд в Великой Отечественной войне 1941-45г.г.»[1]
- знак «Отличник авиационной промышленности»[1]
- почетный пенсионер[6]

## О двойной фамилии
В России его как авиатора знали под фамилией-псевдонимом Седов; затем его фамилия на афишах значилась как Я. И. Седов-Серов, но в личном деле до 1951 года фамилия «Седов» не встречалась до 1951 года, когда двойная фамилия была указана в ходатайстве о его награждении знаком «Отличник авиационной промышленности».